# UNAMA

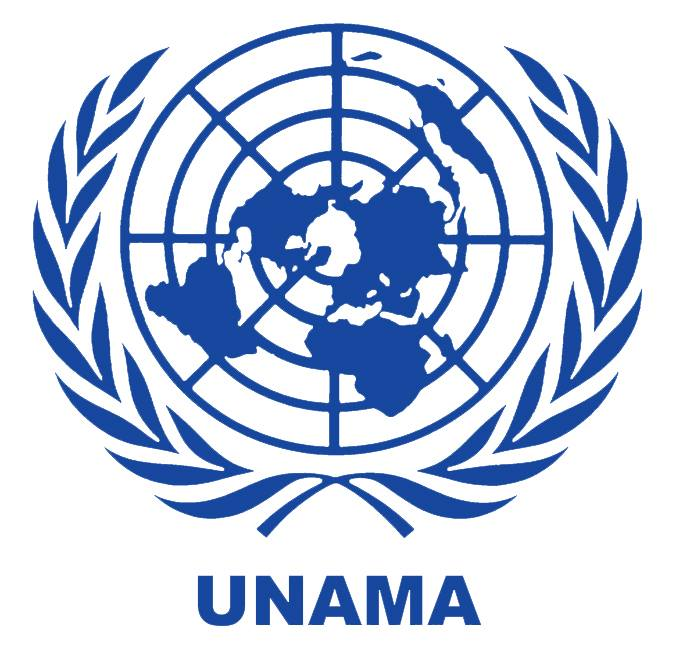
Logo misji

UNAMA (United Nations Assistance Mission in Afghanistan; Misja Wsparcia Narodów Zjednoczonych w Afganistanie) – misja pokojowa ONZ o charakterze cywilnym działająca od 2002 w Afganistanie. Została powołana do życia na mocy rezolucji Rady Bezpieczeństwa ONZ nr 1401. Misja składa się z dwóch głównych filarów, odpowiadających dziedzinom, w których ma służyć pomocą władzom Afganistanu: politycznego i rozwojowego. Personel misji składa się wyłącznie z cywilów i liczy ok. tysiąca osób, z czego 80% to obywatele Afganistanu, a pozostali to pracownicy ONZ z innych państw. 
ONZ nie prowadzi obecnie w Afganistanie samodzielnej operacji wojskowej. Służący tam zagraniczni żołnierze (w tym Polacy) należą do sił NATO lub też kontyngentu złożonego z wojsk amerykańskich oraz sojuszników USA spoza NATO (w tej grupie znajduje się m.in. Australia).